# Ulrich Schwarze
Ulrich Schwarze (* 2. Oktober 1940 in Halle an der Saale) ist ein deutscher revisionistischer Amateurhistoriker und ehemaliger Jurist.

## Leben
Schwarze flüchtete 1947 mit seiner Mutter und vier Geschwistern aus der Sowjetischen Besatzungszone in die amerikanische. Von 1960 bis 1968 studierte er Rechts- und Staatswissenschaften und durchlief das Gerichtsreferendariat in Münster.
Ab 1970 war er Richter, ab 1983 Vorsitzender Richter am Landgericht Bochum sowie Vorsitzender einer Großen Strafkammer für Wirtschaftsstrafsachen. 1991 bis 1995 wurde er an das Bezirks- bzw. Landgericht Potsdam abgeordnet. Er übernahm den Vorsitz in Kassations- und Rehabilitierungssenaten und -kammern und war am Kommentar zum Rehabilitierungsgesetz („Potsdamer Kommentar“) beteiligt. Zurück am Landgericht Bochum wurde er 1995 Vorsitzender einer Jugendstrafkammer. 1998 erfolgte die Frühpensionierung.
Seine vierbändige Arbeit „Die Deutschen und ihr Staat“ erschien 2013 im rechtsradikalen Tübinger Hohenrain-Verlag. Darin beschuldigte er unter anderem die „etablierte Geschichtsschreibung der Unterworfenen“, deutsche Kriegsschuld „dreist verfälschend und in ausufernder Breite dargelegt“ zu haben. „Bundesdeutschlands politische Klasse einschließlich ihres medialen Transmissionspersonals“ verharre „unter der ungeschriebenen Verfassung ewiger Schuld, Sühne und Unterwerfung“. Er kritisiert  „staatsdoktrinäre Westbindung“ und „unterwürfige Haltung gegenüber dem politischen, wirtschaftlichen, militärischen und kulturellen US-amerikanischen Imperialismus“; dessen „primitiv-hedonistische Massenkultur“ überschwemme, überwuchere und ersticke die „Seelen der Völker“.